# Patricia Elorza
Patricia Elorza Eguiara (Vitoria-Gasteiz, 8 de abril de 1984) é uma handebolista profissional espanhola, medalhista olímpica.
Fez parte do elenco medalhista de bronze, em Londres 2012, com três atuações.